# Leonel de Cervantes y Caravajal
Leonel de Cervantes y Caravajal (falecido em 1637) foi um prelado católico romano que serviu como Bispo de Antequera de 1636 a 1637, Bispo de Guadalajara de 1629 a 1636, Bispo de Santiago de Cuba de 1625 a 1629 e Bispo de Santa Marta de 1621 a 1625.
Leonel de Cervantes y Caravajal nasceu no México. Em 17 de março de 1621, foi nomeado pelo Papa Gregório XV como Bispo de Santa Marta. Recebeu a ordenação episcopal em 15 de julho de 1622, através de Hernando de Arias y Ugarte, Arcebispo de Santa Fé en Nova Granada. Em 1 de dezembro de 1625, foi nomeado durante pelo Papa Urbano VIII como Bispo de Santiago de Cuba, e em 17 de dezembro de 1629, foi transferido como Bispo de Guadalajara e instalado em 26 de junho de 1631. Em 18 de fevereiro de 1636, ainda durante o papado de Urbano VIII como Bispo de Antequera, onde permaneceu até sua morte.